# Amalín
Amalín (německy Amalienfeld) je malá vesnice, část obce Slezské Rudoltice v okrese Bruntál. Nachází se asi 1,5 km na sever od Slezských Rudoltic.
Amalín leží v katastrálním území Ves Rudoltice o výměře 6,41 km2.

## Historie
První písemná zmínka o vesnici pochází z roku 1787.

## Vývoj počtu obyvatel
Počet obyvatel Amalína podle sčítání nebo jiných úředních záznamů:
| Rok            | 1869 | 1880 | 1890 | 1900 | 1910 | 1921 | 1930 | 1950 | 1961 | 1970 | 1980 | 1991 | 2001 | 2011 |
| -------------- | ---- | ---- | ---- | ---- | ---- | ---- | ---- | ---- | ---- | ---- | ---- | ---- | ---- | ---- |
| Počet obyvatel | 128  | 126  | 116  | 108  | 104  | 104  | 103  | 77   | 89   | 62   | 40   | 25   | 26   | 35   |
| Počet domů     | 21   | 21   | 22   | 22   | 21   | 21   | 24   | 20   | 20   | 14   | 13   | 13   | 16   | 19   |

1. ↑  všichni Němci a římští katolíci

V Amalíně je evidováno 19 adres: 18 čísel popisných (trvalé objekty) a 1 číslo evidenční (dočasné či rekreační objekty). Při sčítání lidu roku 2001 zde bylo napočteno 16 domů, z toho 11 trvale obydlených.

## Galerie

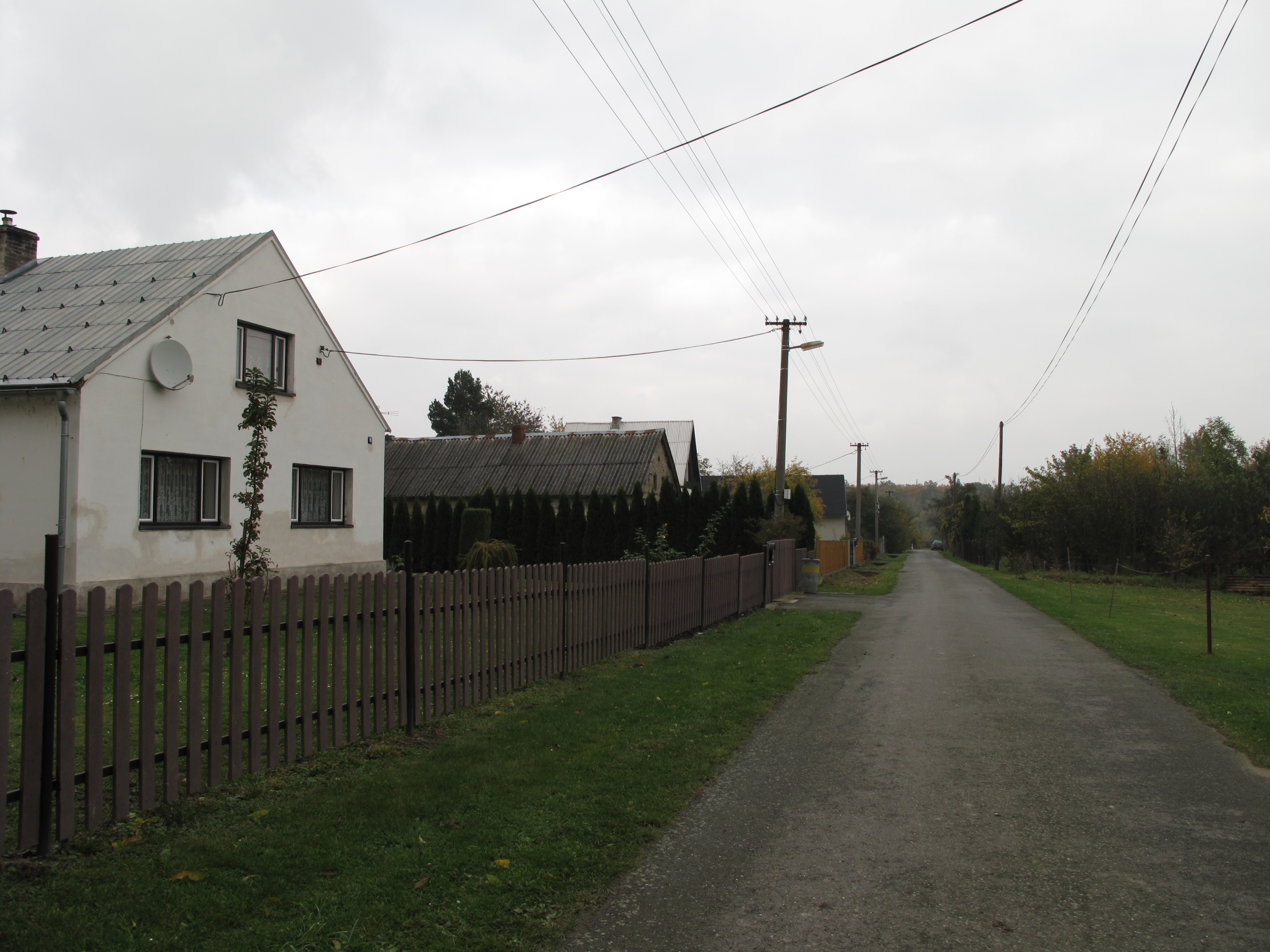
Silnice
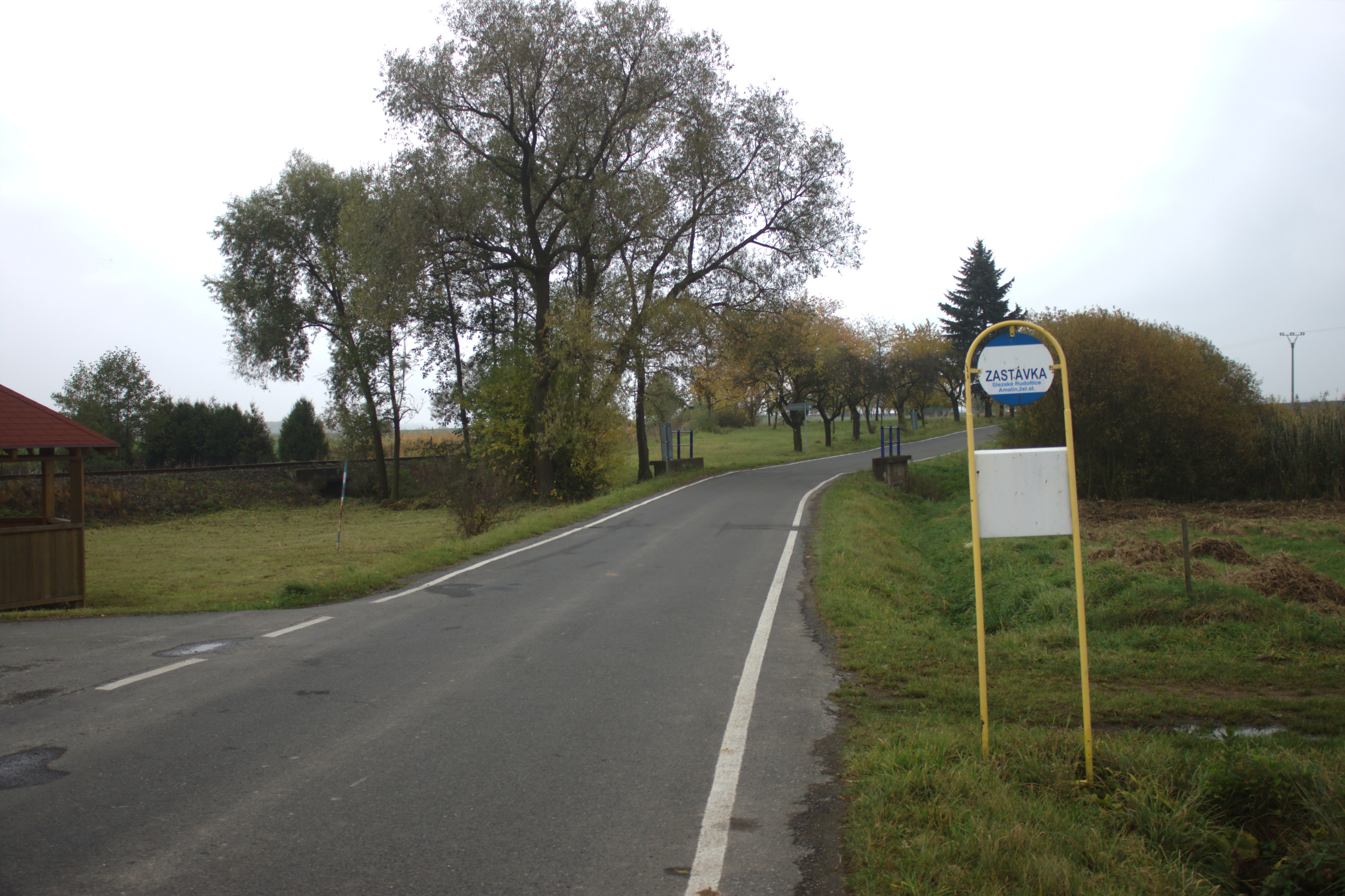
Autobusová zastávka
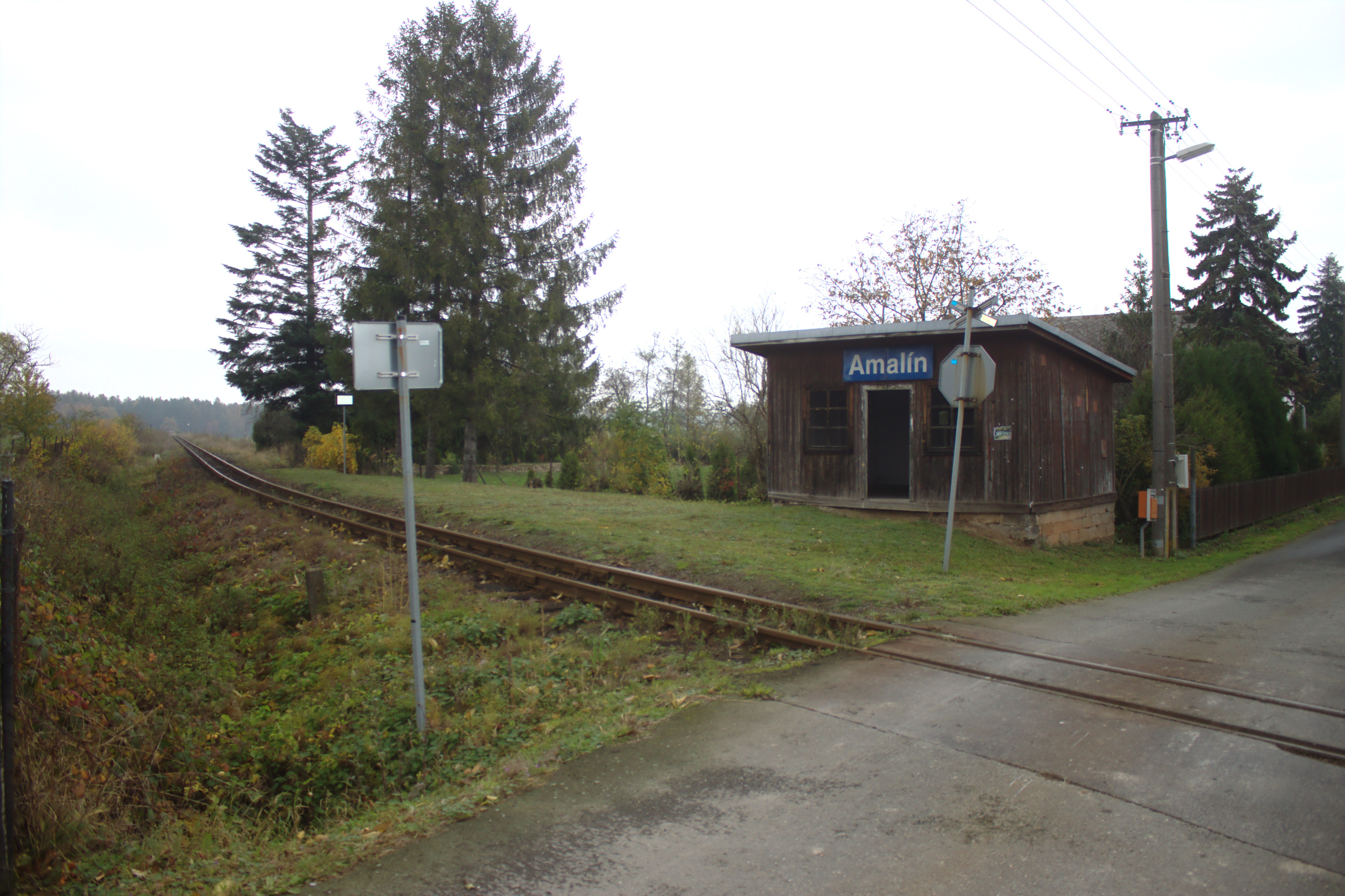
Vlaková zastávka